# Flysch

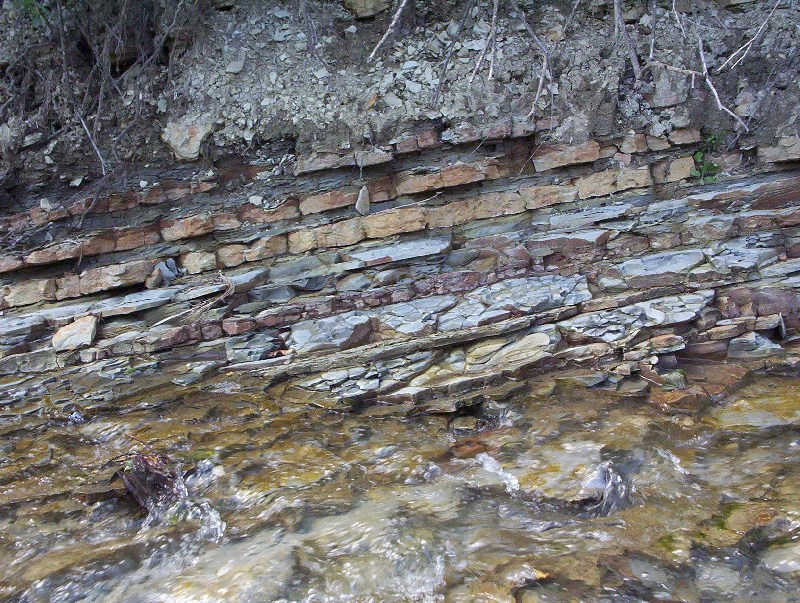
Alpidische Flyschablagerungen in den Nordkarpaten. In der oberen Bildmitte hervorragend zu erkennen sind graue Tonstein- oder Tonmergellagen im Wechsel mit etwa gleich mächtigen gelblichen oder rötlichen Schichten groberen Materials.

Flysch [ˈfliːʃ] bezeichnet in der Geologie eine marine sedimentäre Fazies, die meistens durch eine Wechselfolge von Tonsteinen und grobkörnigeren Gesteinen (typischerweise Sandsteine) repräsentiert ist. Diese Sedimente sind oftmals nachträglich verformt (gefaltet), z. T. sogar so intensiv, dass es sich dann um metamorphe Gesteine handelt. Flyschserien entstehen während gebirgsbildender Prozesse und die grobkörnigeren Gesteine stellen das erodierte Material der sich bildenden Gebirgskette dar. Da dieses Material in aller Regel in Form von Suspensionsströmen in den Ablagerungsraum gelangt, ist in der Geologie im Zusammenhang mit Flysch auch oft die Rede von Turbiditen.

## Etymologie
Erstmals in der geologischen Literatur wird der Begriff 1827 durch Bernhard Studer verwendet, der damit Felsformationen im Simmental und im Tal der Saane in den Schweizer Alpen bezeichnete, die aus „vorherrschend sandigen oder mergeligen, schwarzen oder grauen Schiefern und sehr harten und dichten Sandsteinen mit kalkigem und dunkelgrauem Zement“ bestanden. Der Ausdruck ‚Flysch‘ entstammt hierbei dem lokalen Dialekt im Simmental und bezeichnet schiefriges, leicht spaltbares, zu Plättchen verwitterndes, leicht erodierbares Felsmaterial. Studer selbst brachte das Wort später mit dem ursprünglich niederdeutschen Wort ‚Flöz‘ in Verbindung, das wiederum verwandt mit verschiedenen alten Wörtern der germanischen Sprachfamilie ist, die alle so viel wie ‚flach‘ oder ‚Ebene‘ bedeuten. Somit dürfte die Bezeichnung ‚Flysch‘ wohl auf die schiefrige Natur der im Simmentaler Schweizerdeutsch so bezeichneten Gesteine zurückgehen.

## Entstehung

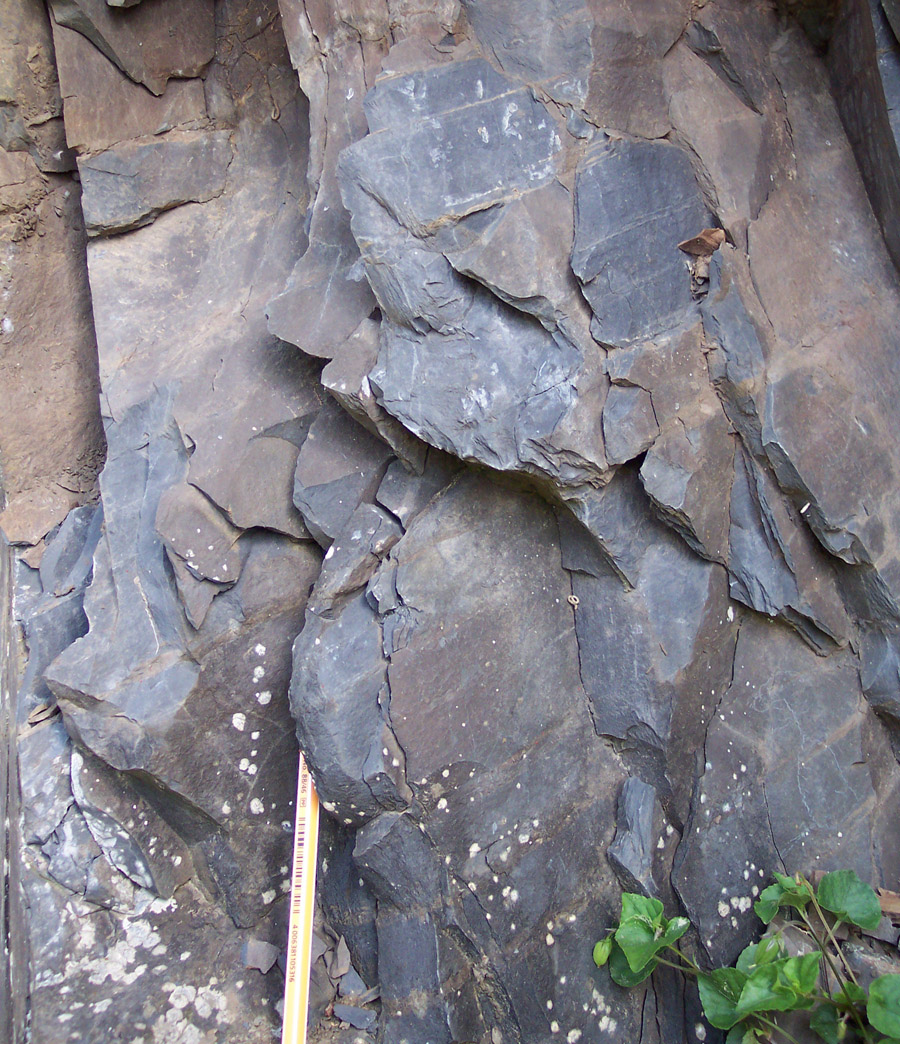
Gebänderte Kulm-Tonschiefer einer distalen Flyschfazies, NW-Harz.

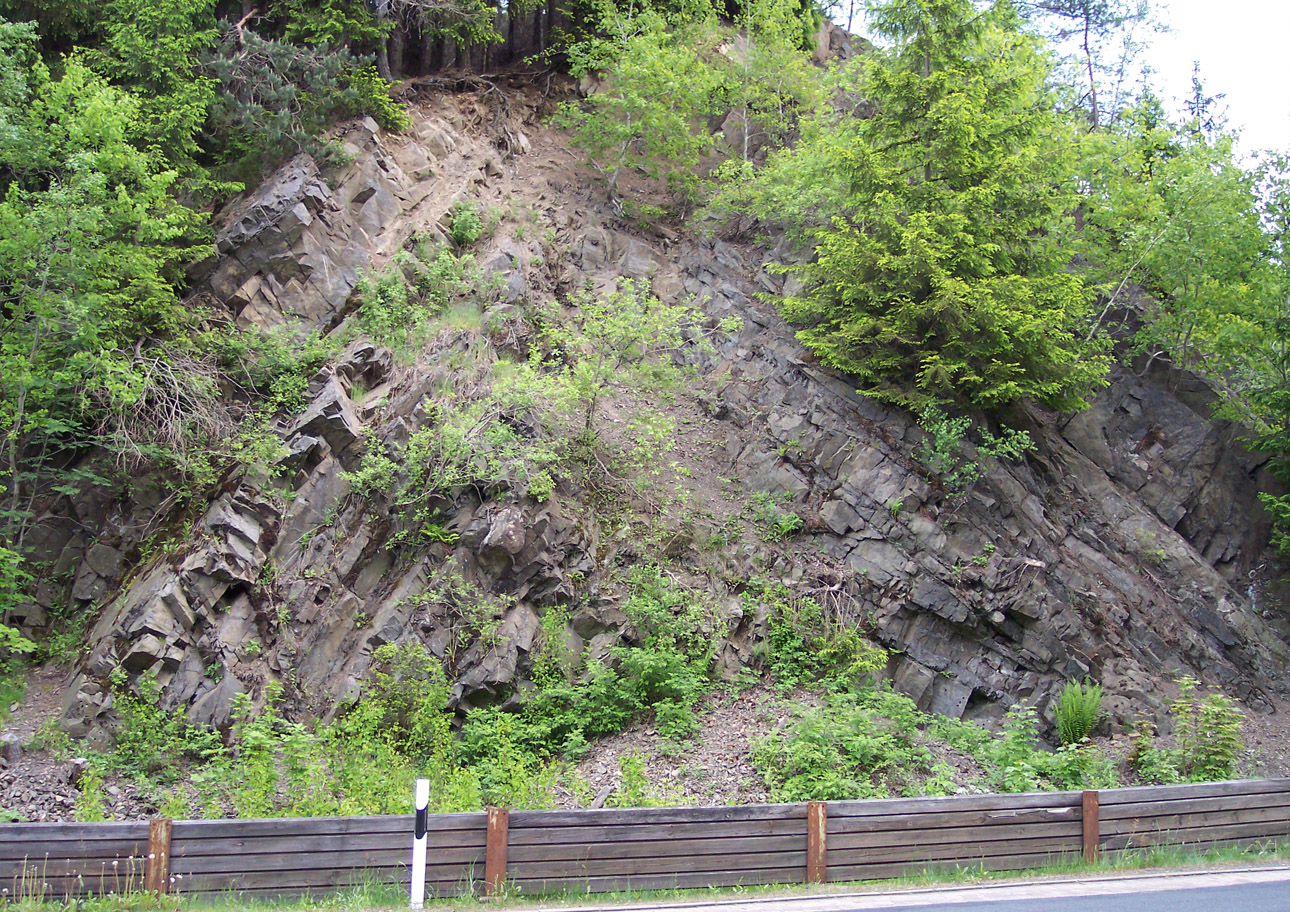
Falte in den mächtigen Kulm-Grauwackenbänken einer proximalen Flyschfazies, NW-Harz.

Als Flysch werden in der modernen Geologie Abfolgen mariner klastischer Sedimente bezeichnet, die u. a. durch das Abgleiten von bereits vorher auf dem Kontinentalschelf abgelagerten Ausgangssedimenten über den Kontinentalhang in die Tiefsee entstehen. Dieses Abgleiten erfolgt meist in Form lawinenartiger Trübe- oder Suspensionsströme. Da sich solche Rutschungen während einer Gebirgsbildung, die Millionen von Jahren dauert, relativ häufig wiederholen, entstehen charakteristische Abfolgen, in denen sich Schichten aus Tonstein mit Schichten aus grobkörnigeren Material abwechseln. Letztere besitzen eine oft sehr gemischte mineralische Zusammensetzung. Sie bestehen zwar, wie ein Sandstein, überwiegend aus Quarzkörnern, enthalten aber in der Regel auch größere Mengen Kalk oder Ton. Ferner können verschiedenste Minerale, u. a. Glaukonit, Glimmer und/oder Feldspat enthalten sein.
Die Schichten des groberen Materials, die durch die Suspensionsströme binnen weniger Stunden oder Tage abgelagert werden, bezeichnet man hinsichtlich ihrer Entstehung auch als Turbidite. Die dazwischen liegenden Tonsteinlagen sind das Resultat einer extrem langsam verlaufenden, kontinuierlichen Sedimentation von Tonpartikeln (der sogenannten Hintergrundsedimentation) in der Tiefsee.
Der Begriff Flysch bezeichnet somit eine spezielle sedimentäre Fazies und man kann hierbei eine distale und eine proximale Fazies unterscheiden, wobei der Übergang zwischen den beiden Fazies fließend ist. Bei typischem distalem Flysch sind die Turbidite durch dünne Siltbänder repräsentiert, die sich im Gestein eher durch eine andere Verwitterungsfarbe als durch einen mit bloßem Auge sichtbaren Korngrößenunterschied auszeichnen. Bei typischem proximalem Flysch sind die Turbidite durch z. T. mehr als 1 Meter mächtige, Sandsteinbänke repräsentiert, die sogar Reste von Pflanzen enthalten können.
Ein weiteres Kennzeichen für proximalen Flysch sind ungeschichtete brekziöse Sedimentmassen (Olisthostrome). Eine Flyschlage mit solch einem chaotischen Gefüge wird als Wildflysch bezeichnet.
Die Ausgangssedimente des Flyschs können unverfestigte Schlämme oder Sande sein, es können jedoch auch bereits verfestigte Gesteine in eine Rutschung mit einbezogen und als Wildflysch in eine Sandstein-Tonstein-Abfolge eingeschaltet sein. Die in Wildflysch enthaltenen, von den Flyschsedimenten faziell meist deutlich abweichenden  Gesteinsbrocken (Olistholithe) können z. T. Hausgröße und mehr erreichen (Olisthoplaka), und in manchen Gebieten lassen sich kilometergroße abgerutschte Schollen (Olisthothrymmata) nachweisen. Der Transportweg solcher Fremdgesteine kann selbst bei den Olisthothrymmata mehr als 100 Kilometer lang sein.
Die Zusammensetzung der Flysch-Turbidite ist sehr unterschiedlich, da das Ausgangsmaterial von den verschiedensten Quellen stammt und stark durchmischt wird. Infolge der Ablagerung im Vorland eines in Entstehung begriffenen Gebirges, lässt sich in vielen Fällen aus der Zusammensetzung des Flyschs die Abfolge der Deformationsprozesse rekonstruieren, welche in den Ursprungsgebieten der Ausgangsgesteine ablaufen. Dort geraten im Laufe der Zeit immer wieder andere Gesteine unter den Einfluss der gebirgsbildenden Prozesse, werden erodiert und umgelagert, sodass sie sich letztlich auch in den Flysch-Ablagerungen wiederfinden. Aufgrund ihrer Position nahe an gebirgsbildenden Prozessen werden Flyschgesteine nach der Ablagerung oft in diese mit einbezogen und sind dann stark tektonisch deformiert.

## Vorkommen

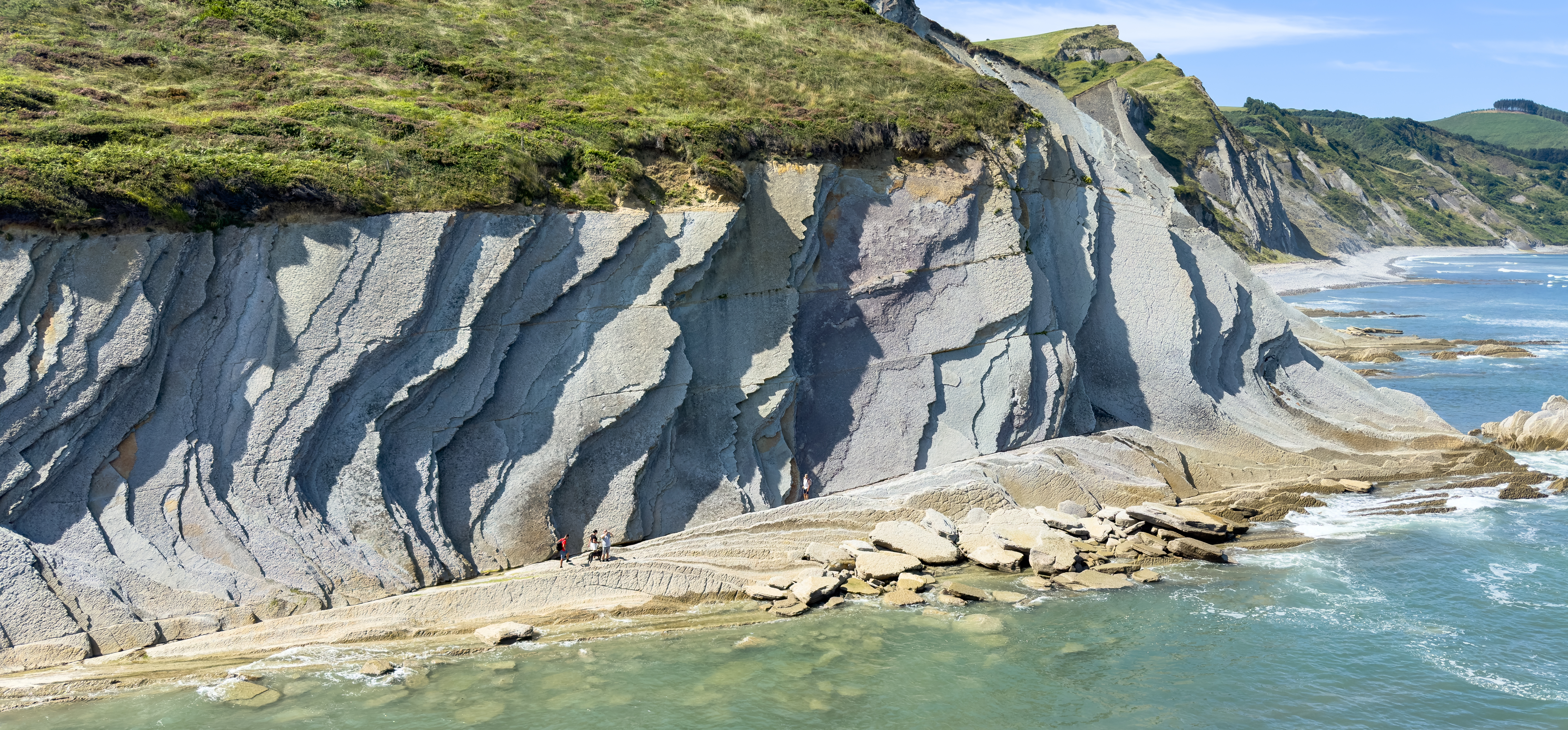
Alpidische Flyschserie in den westlichen Ausläufern der Pyrenäen, nahe Zumaia, Baskenland.

Flysch findet sich weltweit sowohl in alten Gebirgsrümpfen als auch in jungen Faltengebirgen. Geologisch relativ junge Vorkommen sind unter anderem:
- der rhenodanubische Flysch, der am Nordrand der Ostalpen ausstreicht und dort eine relativ niedrige Bergkette aufbaut (u. a. in der Hörnergruppe der Allgäuer Alpen[4] und im Wienerwald), und seine östliche Fortsetzung, der karpatische Flysch an der Nord- und Ostseite der Karpaten
- der ultrahelvetische Flysch, der das höchste Stockwerk des Helvetikums darstellt und teilweise komplex in dieses eingeschuppt ist oder es überschoben hat
- der adriatisch-ionische Flysch, der sich von den Südalpen (südliche Flyschzone der Alpen) über die Dinariden bis an den Pindos zieht
- die Flyschvorkommen im Apennin, in den äußeren Pyrenäen, im Kaukasus und im Himalaya
- der Flysch an der Westküste der USA

In Deutschland findet sich variszischer Flysch als Teil der Kulm-Fazies mit ihren typischen Grauwacken im Rheinischen Schiefergebirge, im Harz und im Thüringisch-Fränkisch-Vogtländischen Schiefergebirge. Ebenfalls variszisch ist der Flysch in der axialen Zone der Pyrenäen.